# Metagalepsus occidentalis
Metagalepsus occidentalis är en bönsyrseart som beskrevs av Roger Roy 1972. Metagalepsus occidentalis ingår i släktet Metagalepsus och familjen Tarachodidae. Inga underarter finns listade i Catalogue of Life.